# تشارلز أبتون
تشارلز أبتون (بالإنجليزية: Charles Upton)‏ هو شاعر أمريكي، ولد في 13 ديسمبر 1948.

## وصلات خارجية
- الموقع الرسمي